# The Italian Doctor
|  | Denne artikel er oprettet af botten PalnaBot ud fra en ekstern database. Den kan derfor have sproglige fejl eller mangler. Denne skabelon kan fjernes efter kontrol af indholdet. |

Den italienske læge er en portrætfilm fra 2007 instrueret af Esben Hansen efter manuskript af Zarmina Waziri, Shafi Anwary, Erna Andersen, Carmen Romani Sanchez-Puga, Marta Martinez Brunswick, Katie McFadden.

## Handling
Dette center er som en stor familie, fortæller Alberto Cairo energisk, lederen af Røde Kors' ortopædiske center i Kabul. "Vi har mange triste skæbner her, men vi forsøger at få folk til at grine. Det er en god terapi for dem." På sin daglige rundtur blandt patienterne kommer Alberto hele følelsesregistreret igennem. Der bliver joket med patienterne, grint og grædt, råbt og skreget, og ind imellem får frustrationerne frit løb. Følelser, der alle vokser frem på grund af denne mands dybe engagement og kærlighed til patienterne, som han betragter som sine børn. Den 47-årige, spinkle italiener kom til Afghanistan første gang for 15 år siden. Egentlig skulle han bare have arbejdet to år på Røde Kors' ortopædiske center, og så vende tilbage til sit italienske hjemland. Men da de to år var gået, ville han ikke hjem. Hans arbejde med de handicappede afghanere havde ændret ham.